# Гуго IV (герцог Бургундии)
Гуго (Юг) IV  (фр. Hugues IV, 9 марта 1212 — 27 октября 1272, Виллен-ан-Дюэмуа) —
герцог Бургундии с 1218 года, титулярный король Фессалоники с 1266 года. Был сыном бургундского герцога Эда III и Алисы де Вержи. За своё долгое правление Гуго IV значительно расширил домен герцогов Бургундии.

## Биография
Гуго IV унаследовал Бургундию после смерти отца в 1218 году в шестилетнем возрасте. До 1228 года регентом при нём была мать, Алиса де Вержи. Она мудро управляла герцогством, добившись покорности крупных вассалов.
Став совершеннолетним, Гуго занял видное место при дворе короля Франции Людовика IX Святого.
В 1237 году Гуго обменял у своего дяди, Жана I де Шалон сеньорию Сален и ряд других владений на графства Шалон и Осон. Присоединение к Бургунии графства Осон позволило расширить владения по другую сторону Соны, а присоединение графства Шалон — на юг. Герцогский домен значительно увеличился в размерах, однако Гуго пришлось столкнуться с недовольством духовенства.
В 1239—1241 годах Гуго принял участие в Крестовом походе, организованном графом Шампани Тибо IV и герцогом Бретани Пьером Моклерком, а в 1248 — 1254 годах сопровождал короля Людовика Святого в Седьмом крестовом походе.
В 1248 году Гуго женил двух своих старших сыновей на дочерях и наследницах Аршамбо IX де Бурбон-Дампьера. Женой Эда стала старшая дочь, Матильда (Маго), принеся ему в наследство графства Невер, Осер и Тоннер. Женой же Жана стала Агнес, унаследовавшая сеньорию Бурбон. Для Жана Гуго IV выделил на юге Бургундии из части бывшего графства Шалон графство Шароле. Однако оба сына рано умерли, оставив только дочерей, которые и унаследовали все владения. Поэтому Невер, Осер, Тоннер и Бурбон не закрепились в Бургундском доме.
В 1256 году Гуго IV приобрёл права на сеньории Брансион и Юксель в Шалоннэ и Маконнэ. Юксель он в 1259 году отдал своему советнику Жану де Блано. В том же году Гуго была поручена охрана Безансона. Он мечтал присоединить к своим владениям Бургундское графство, но у него это сделать не получилось.
В 1266 году Гуго был провозглашён королём Фессалоник, однако эти земли давно уже принадлежали Византии. Однако титул король Фессалоник потомки Гуго носили до 1318 года.
Гуго IV умер в 1272 году, после чего возникла проблема престолонаследия. Двое старших сыновей умерли ещё при жизни отца, однако на герцогство предъявили претензии мужья их дочерей. Однако король утвердил в качестве наследника третьего сына Гуго IV, Роберта II.

## Семья и дети
1-я жена: с 1229 года Иоланда де Дрё (1212—1248), дочь Роберта III, графа де Дрё и Аэнор, дамы де Сен-Валери. Дети:
- Эд (1230—1266), граф Невера, Осера и Тоннера
- Жан (ок. 1231—1268), сеньор де Бурбон, граф де Шароле
- Аделаида (ок. 1233—1273), регентша Брабанта в 1261—1268; муж: Генрих III (ум. 1261), герцог Брабанта
- Маргарита (ум. 1277); 1-й муж: с после 1239 Гильом III де Мон-Сен-Жан (ум. 1256), сеньор де Мон-Сен-Жан, де Сальмес, де Туази и части Вержи; 2-й муж: с 1258 Ги VI (ум. 1263), виконт Лиможа
- сын (1236)
- Роберт II (1245/1248 — 1306), герцог Бургундии

2-я жена: Беатриса Наваррская, дочь Тибо I, короля Наварры и графа Шампани. Дети:
- Беатрис (ок. 1264—1328); муж: Гуго XIII де Лузиньян (1259—1310), граф де Ла Марш и д’Ангулем
- Гуго (Юг) (1260—1288), сеньор де Монреаль и виконт д’Авалон; жена: Маргарита де Шалон (ум.1328), дама де Монреаль
- Маргарита (ум.1300); муж: Жан I де Шалон (1259—1316), сеньор д’Арлей
- Жанна (ум.1295), монахиня
- Изабелла (1270—1323); 1-й муж: с 1285 Рудольф I Габсбург (1218—1291), император Священной Римской империи; 2-й муж: 2) Пьер IX де Шамбли (ум. 1319), сеньор де Нофль